# فارا دي ري
بلدية فارا دي ري (بالإسبانية: Vara de Rey)‏، هي إحدى بلديات مقاطعة قونكة إحدى مقاطعات إسبانيا، و التي تقع في منطقة قشتالة لا منتشا وسط البلاد, و المائلة لجهة الشرق من إسبانيا.
يبلغ عدد سكانها 624 نسمة وفقاً لإحصائية سنة (2007).